# Ragonotia dotalis
Ragonotia dotalis är en fjärilsart som beskrevs av George Duryea Hulst 1886. Ragonotia dotalis ingår i släktet Ragonotia och familjen mott. Inga underarter finns listade i Catalogue of Life.